# Scytodes semipullata
Scytodes semipullata là một loài nhện trong họ Scytodidae.
Loài này thuộc chi Scytodes. Scytodes semipullata được Eugène Simon miêu tả năm 1909.